# Reprezentacja Finlandii w piłce ręcznej kobiet
Reprezentacja Finlandii w piłce ręcznej kobiet – narodowy zespół piłkarek ręcznych Finlandii. Reprezentuje swój kraj w rozgrywkach międzynarodowych.
Reprezentacja nigdy nie wzięła udziału w igrzyskach olimpijskich.
W rankingu EHF na sezon 2016/2017 reprezentacja jest sklasyfikowana na 38 miejscu.